# Всеросійська олімпіада школярів з астрономії
Всеросійська олімпіада школярів з астрономії — щорічне змагання з астрономії для школярів 9-11 класів. На даний момент входить до системи Всеросійської олімпіади школярів під егідою Міністерства освіти та науки РФ. Незважаючи на те, що олімпіада проводиться протягом року і складається з чотирьох етапів, під Всеросійською олімпіадою часто мають на увазі лише заключний етап, у якому беруть участь переможці попередніх етапів з усіх регіонів Російської Федерації.

## Історія
Всеросійська олімпіада школярів з астрономії була вперше проведена 1994 року. В окремих регіонах Росії та СРСР олімпіади з астрономії проводились і раніше, зокрема, у Москві — з 1947 року. Астрономія стала восьмим предметом у системі всеросійських олімпіад (після з математики, фізики, хімії, біології, інформатики, географії та екологієї). З того часу олімпіада проводиться щорічно і збирає дедалі більше учасників.
У перші роки свого існування Всеросійська олімпіада була наступним щаблем після регіональних олімпіад, таких як «Московська олімпіада з астрономії та фізики космосу» або «Санкт-Петербурзька астрономічна олімпіада» та інших. Регіонам пропонувалося делегувати на Всеросійську олімпіаду команду згідно з квотою, встановленої Міністерством освіти.
У 2007 році було прийнято нове положення про олімпіади, що докорінно змінило систему олімпіад у регіонах. Наступна редакція цього положення прийнята 2009 року. Відповідно до цього положення, всі предметні олімпіади, що входять до системи Всеросійської олімпіади школярів, повинні проводитись у 4 етапи: шкільний, муніципальний, регіональний та заключний. Наразі школярі у всіх регіонах змагаються на регіональному етапі за однаковими завданнями, а відбір для участі у заключному етапі здійснюється на підставі єдиного рейтингу. Положення про преведення олімпіади було ще раз змінено в 2013 році.
Переможці та призери олімпіади отримують шанс потрапити до збірної команди Росії для участі у Міжнародній астрономічній олімпіаді та Міжнародній олімпіаді з астрономії та астрофізики.